# Microserica lugundriensis
Microserica lugundriensis är en skalbaggsart som beskrevs av Ahrens 2001. Microserica lugundriensis ingår i släktet Microserica och familjen Melolonthidae. Inga underarter finns listade i Catalogue of Life.